# Brad (miasto)
Brad (węg. Brád) – miasto w okręgu Hunedoara w Rumunii, nad Białym Kereszem. Liczy 16 100 mieszkańców (2008) na powierzchni 79,98 km². Nazwa pochodzi od rumuńskiego słowa brad, oznaczającego jodłę.
W mieście rozwinął się przemysł spożywczy, włókienniczy oraz drzewny.